# Rafael Maria Boušek
Rafael Maria Boušek (1892 Tábor – 1969 Chýnov) fue un profesor checo del instituto de Tábor. Se dedicaba a la química, biología, geografía, física y matemática. Boušek no pertenece a los profesores más famosos del instituto de Tábor pero su legado ha resistido hasta hoy.

## Biografía
Nació en el verano de 1892 en Tábor y allí pasó su infancia. Su familia tenía buena fama en la ciudad. Desde pequeño era muy inteligente y sus mayores intereses eran la biología y la química. Después de diplomarse en la universidad, empezó a trabajar como profesor en Dvůr Králové, y luego, obtuvo una plaza en el instituto de Tábor. Allí enseñó varias asignaturas, además de Biología y Química. A pesar de su corta edad para ser un profesor de enseñanza secundaria, sabía mucho de herpetología (ciencia de los reptiles y los anfibios), y además, en casa criaba una cantidad de reptiles exóticos. En 1936 se casó con Růžena Beiereling, que era menor que él. Después de seis años de matrimonio, se divorciaron. El divorcio le afectó mucho, se aficionó al alcohol y también al opio. Alrededor de 1950, el instituto le suspendió el sueldo y él fue obligado a vender sus posesiones.  Los últimos años de su vida los pasó en la residencia de ancianos de Chýnov, donde murió en 1969.

## Boušek, profesor
Rafael Boušek era muy polifacético, enseñaba, además de Biología y Química, Geografía, Matemáticas y Física. Sus clases se asemejaban a las universitarias por su extraordinario conocimiento. Discutía con sus discípulos sobre sus investigaciones y los alumnos, a veces, formaban parte activa de estas investigaciones. Por ejemplo, durante la investigación del tanque de agua Jordán, los estudiantes, en vez de una clase normal, tuvieron que llevarlo en la chalana, mientras Boušek realizaba mediciones. Le puso el nombre de Inés a la chalana, igual que la mujer de su vida que conoció en España.
No a todos les gustaba el estilo de la enseñanza de Boušek, sobre todo, a los padres de los alumnos. Esto lo demuestra una carta que se ha conservado que enviaron los padres al director del instituto criticando el estilo de sus clases. Boušek tomaba opio, incluso durante las clases mandaba a los alumnos a la farmacia a por opio. A pesar de todo lo negativo, su forma de enseñar tuvo que ser de gran calidad porque algunos de los accesorios escolares hechos a mano por el propio Boušek se utilizan en el instituto de Tábor hasta hoy.

## Boušek y la biología
Desde pequeño se interesó por la naturaleza. Tenía un gran talento plástico y era capaz de dibujar con precisión a cada animal. Esto lo documentan las tres pinturas didácticas que están depositadas en la colección del instituto de Pierre de Coubertin en Tábor. Su manuscrito ilustrado, La clave de los reptiles y anfibios europeos (en checo: Klíč evropských plazů a obojživelníků), se puede considerar otra evidencia de su habilidad. 
Él mismo se dejó morder por una cobra india, un crótalo de selva o una víbora para poder examinar los efectos del veneno. Además, Boušek, fue el primer europeo en ser mordido por una mamba africana (en latín: Dendraspis). A pesar de ser una mordedura dolorosa, Boušek sufrió solo un mareo. Al día siguiente, la misma serpiente mordó a un perro y este murió en nueve minutos. Boušek suponía que él mismo estaba inmunizado por otros reptiles.
Sus preparados microscópicos pertenecían a los mejores en su época. Cabe mencionar sus cilindros de alcohol. No hay que dudar acerca de su calidad porque, aun después de cien años, se utilizan para la enseñanza. Sus cilindros están vinculados con su colección de colorantes con los que teñía aparatos complejos de los preparados alcohólicos. Estos colorantes se han quedado escondidos entre otras sustancias químicas en el instituto hasta hoy. 

## Sus secretos no revelados
No cabe duda de que Boušek no era un profesor común. Él mismo codificaba sus textos. No se sabe hasta ahora su significado y quién era el destinatario. Otro misterio es su papel en la orden Ordo Militae Templi. La medalla con el signo de Boušek (parecido al número 8) da testimonio de su alta posición en la jerarquía de la orden. En su boda llevaba su traje caballeresco, y supuestamente, está enterrado así. Sin embargo, la existencia real de esta orden todavía no está comprobada.
Además, a Boušek le interesaba la magia práctica. Entre otras cosas, realizaba la llamada evocación mágica. Durante la evocación, el maestro de ceremonia está en un círculo de protección junto a su altar y hace unos actos del ritual. Así alcanza el estado de trance. Es necesario decir que cuando Boušek experimentaba estos rituales, tenía problemas financieros, bebía mucho alcohol y consumía opio. Boušek percibía la magia como una ciencia experimental.
Rafael Boušek escribió un manuscrito Armoriale super ordinis militae templi que está depositado en el archivo de Tábor. Unos lo interpretan como una lista de la jerarquía de una orden oculta, otros como un cifrado libro mágico que esconde un “tesoro espiritual”.
Su aporte a la biología es evidente y quizá sea mayor después de descifrar sus textos. Hasta el fin de su vida mantuvo la frescura mental y organizaba conferencias sobre la ciencia, su vida y sus viajes.